# Podsavezna nogometna liga Čakovec 1960./61.
Podsavezna nogometna liga Čakovec za sezonu 1960./61. je predstavljala ligu četvrtog stupnja nogometnog prvenstva Jugoslavije. 
 Sudjelovalo je 10 klubova, a prvak je bio "Polet" iz Pribislavca. 

## Ljestvica
| mj. | klub                    | ut. | pob. | ner. | por. | gol+ | gol- | bod |
| --- | ----------------------- | --- | ---- | ---- | ---- | ---- | ---- | --- |
| 1.  | Polet Pribislavec       | 18  | 13   | 1    | 4    | 41   | 28   | 27  |
| 2.  | Graničar Kotoriba       | 18  | 12   | 2    | 4    | 54   | 29   | 26  |
| 3.  | Mladost Marija na Muri  | 18  | 11   | 3    | 4    | 52   | 40   | 25  |
| 4.  | Omladinac Novo Selo Rok | 18  | 9    | 0    | 9    | 47   | 41   | 18  |
| 5.  | Borac Nedelišće         | 18  | 7    | 2    | 9    | 43   | 38   | 16  |
| 6.  | Trnava Goričan          | 18  | 7    | 2    | 9    | 32   | 38   | 16  |
| 7.  | Partizan Strahoninec    | 18  | 5    | 4    | 9    | 42   | 53   | 14  |
| 8.  | Rudar Mursko Središće   | 18  | 6    | 2    | 10   | 35   | 47   | 14  |
| 9.  | Omladinac Mačkovec      | 18  | 5    | 3    | 10   | 27   | 41   | 13  |
| 10. | Dubravčan Donja Dubrava | 18  | 3    | 5    | 10   | 20   | 38   | 11  |

## Rezultatska križaljka
| kratica | klub                    | BOR | DUB | GRA | MLA | OMLM | OMLNSR | PAR | POL | RUD | TRN |
| --- | ----------------------- | --- | --- | --- | --- | ---- | ------ | --- | --- | --- | --- |
| BOR | Borac Nedelišće         |     |     |     |     |      |        |     |     |     |     |
| DUB | Dubravčan Donja Dubrava |     |     |     |     |      |        |     |     |     |     |
| GRA | Graničar Kotoriba       |     |     |     |     |      |        |     |     |     |     |
| MLA | Mladost Marija na Muri  |     |     |     |     |      |        |     |     |     |     |
| OMLM | Omladinac Mačkovec      |     |     |     |     |      |        |     |     |     |     |
| OMLNSR | Omladinac Novo Selo Rok |     |     |     |     |      |        |     |     |     |     |
| PAR | Partizan Strahoninec    |     |     |     |     |      |        |     |     |     |     |
| POL | Polet Pribislavec       |     |     |     |     |      |        |     |     |     |     |
| RUD | Rudar Mursko Središće   |     |     |     |     |      |        |     |     |     |     |
| TRN | Trnava Goričan          |     |     |     |     |      |        |     |     |     |     |
| |                         |     |     |     |     |      |        |     |     |     |     |
| - podebljan rezultat - utakmice od 1. do 9. kola (1. utakmica između klubova) - rezultat normalne debljine - utakmice od 10. do 18. kola (2. utakmica između klubova) - rezultat nakošen - nije vidljiv redoslijed odigravanja međusobnih utakmica iz dostupnih izvora - rezultat smanjen * - iz dostupnih izvora nije uočljiv domaćin susreta - prekrižen rezultat - poništena ili brisana utakmica - p - utakmica prekinuta - 3:0 p.f. / 0:3 p.f. - rezultat 3:0 bez borbe |                         |     |     |     |     |      |        |     |     |     |     |

 Izvori: